# Ginnicker Bruch
Ginnicker Bruch este o arie protejată (arie specială de conservare — SAC, sit de importanță comunitară — SCI) din Germania întinsă pe o suprafață de 3,01 ha, integral pe uscat.

## Localizare
Centrul sitului Ginnicker Bruch este situat la coordonatele 50°41′46″N 6°34′26″E / 50.6961°N 6.5739°E.

## Înființare
Situl Ginnicker Bruch a fost declarat sit de importanță comunitară în martie 2001 pentru a proteja un număr necunoscut de specii din flora spontană și fauna sălbatică aflate în arealul zonei. Situl a fost protejat și ca arie specială de conservare în martie 2005.

## Biodiversitate
Situată în ecoregiunea atlantică, aria protejată conține 1 habitat natural: Mlaștini alcaline.
La baza desemnării sitului se află un număr nedeclarat de specii protejate.
Pe lângă speciile protejate, pe teritoriul sitului au mai fost identificate 5 specii de plante.